# Soraya Manuela Ferreyra
Soraya Manuela Ferreyra (Azul, Buenos Aires, Argentina; 14 de marzo de 1996) es una futbolista argentina. La posición en la que juega es volante central. 
Ferreyra inicíó su carrera futbolística en 2015 formando parte del Club Atlético Boca Juniors. En 2016, participó del Club Blanca Chica y Club El Fortín, ambos de Olavarría. Fue parte del equipo de fútbol femenino del Club Atlético San Lorenzo de Almagro desde 2018 hasta abril de 2019, cuando retornó a la liga de fútbol de Olavarría. Anteriormente estuvo también en el Club Atlético Racing Club. En 2023 pasó a ser jugadora de Juventud Unida de Tandil luego de haber tenido paso por Defensores de Belgrano.

## Torneos ganados
2016: Torneo Cuadrangular. Campeón: Fútbol Club Blanca Chica.